# Lucie Vasquez
Pour les articles homonymes, voir Vasquez.
Lucie Vasquez, née le 29 mars 2004, est une nageuse française.

## Carrière
Lucie Vasquez est médaillée d'argent du relais 4 × 100 m 4 nages des Championnats d'Europe juniors de natation 2021 à Rome.
Elle est médaillée de bronze du 50 mètres brasse ainsi que du 100 mètres brasseaux Championnats de France de natation 2023 à Rennes.
Aux Championnats de France de natation en petit bassin 2023 à Angers, elle est sacrée championne de France du 50 mètres brasse ainsi que du 100 mètres brasse, et vice-championne de France du 200 mètres brasse.
Lors des Championnats de France 2024 à Montpellier, elle s’est de nouveau illustré en remportant le 200 mètres brasse. Elle fait également une médaille de bronze sur le 200 mètres 4 nages et une médaille d’argent sur le 50 mètres brasse.